# Casalnuovo di Napoli
Casalnuovo di Napoli est une ville italienne de la ville métropolitaine de Naples dans la région Campanie en Italie.

## Géographie
Casalnuovo di Napoli est limitrophe des municipalités d'Acerra, Afragola, Casoria, Pollena Trocchia, Pomigliano d'Arco, Sant'Anastasia, Volla, et son centre se trouve à 9 km au Nord-Est de celui de Naples.
La municipalité se trouve sur les ruines d’Archora, un des villages qui donna naissance à la ville voisine d'Afragola, et comprend aussi tout ou en partie les municipalités supprimées de Licignano di Napoli, Tavernanova et Casarea.

## Histoire
Casalnuovo di Napoli fut créée par décret royal le 25 février 1929, pour la séparer d'Afragola.

## Administration
| Période                                  | Période | Identité | Étiquette | Qualité |
| ---------------------------------------- | ------- | -------- | --------- | ------- |
|                                          |         |          |           |         |
| Les données manquantes sont à compléter. |         |          |           |         |

### Hameaux
Casarea, Tavernanova, Licignano

### Communes limitrophes
Acerra, Afragola, Casoria, Pollena Trocchia, Pomigliano d'Arco, Sant'Anastasia, Volla